# 朗縣 (喬治亞州)
朗縣（英語：Long County）是美國喬治亞州東部的一個縣。面積1,045平方公里。根據美國2000年人口普查，共有人口10,304人。縣治盧多維西（Ludowici）。
成立於1920年8月14日。縣名紀念首位採用乙醚進行手術的克勞福德·威廉森·朗醫生。